# Naoki Hatta
Naoki Hatta (八田 直樹, Hatta Naoki) est un footballeur japonais né le 24 juin 1986. Il évolue au poste de gardien de but.

## Palmarès
- Vainqueur de la Coupe de la Ligue japonaise en 2010 avec le Júbilo Iwata